# Rafa Reinoso
Rafa Reinoso   (Catarroja, 1934), de nom complet Rafael Reinoso Pérez, és un autor de còmic valencià, un cas atípic dins l'Escola Valenciana de Còmic.
La seua primera sèrie va ser Chapulin y Potrolindo, publicats els anys 1959 i 1960 a la revista Jaimito de l'Editorial Valenciana. Abandona el món del còmic durant 24 anys, per a tornar a publicar en les últimes publicacions de l'editorial, quan ja anunciava el seu final. En març de 1985 comença a publicar en el número 6 de la revista Camacuc la seua sèrie més longeva: Pasqualet, rei de la brosta. Esta sèrie seria la primera publicada en àlbum per l'editorial Camacuc. Posteriorment realitzaria una adaptació de les Mil i una nits, també recollida en àlbum, i en 1987 i paral·lelament a Pasqualet, publica El bosc del caliu. A principis dels anys 1990 publica Ullet i Tap, una sèrie de detectius per a la mateixa publicació. Actualment encara publica Pasqualet a Camacuc, revista on ha publicat la pràctica totalitat de la seua obra.

## Obra
| Sèrie                               | Revista | Números | Any       |
| ----------------------------------- | ------- | ------- | --------- |
| Chapulin y Potrolindo               | Jaimito |         | 1959-1960 |
| Pasqualet, rei de la brosta         | Camacuc | 6       | 1985      |
| Quatre contes de les mil i una nits | Camacuc |         |           |
| El bosc del caliu                   | Camacuc |         | 1987      |
| Ullet i Tap                         | Camacuc |         |           |